# Jacques Chailley
Jacques Chailley (París, 24 de març, 1910 - Montpeller (Occitània), 21 de gener, 1999), va ser un musicòleg i compositor francès.

## Biografia
La seva mare va ser la pianista Céliny Chailley-Richez (1884–1973), el seu pare el violinista Marcel Chailley (1881–1936). Quan era adolescent, va ser pensionista a l'Abadia de Fontgombault (Indre) on va aprendre a tocar l'orgue i va començar a dirigir cors. Als 14 anys, va compondre un Domine non sum dignus a quatre veus. Durant molt de temps va ser un dels principals líders musicals dels Scouts de France i del seu cor Alauda.
Es va beneficiar d'una educació clàssica i musical de qualitat. Va estudiar harmonia amb Nadia Boulanger, contrapunt i fuga amb Claude Delvincourt, musicologia amb Yvonne Rokseth que el va introduir en la música medieval. Al Conservatori de París, va prendre classes d'història de la música amb Maurice Emmanuel i de composició amb Henri Büsser (que havia estat alumne de Charles Gounod).
A la Sorbona, va ser estudiant d'història de la música d'André Pirro amb qui va presentar el seu primer treball musicològic l'any 1935 (diploma superior). El jove Jacques Chailley també va prendre classes de direcció entre les quals les de Pierre Monteux i Willem Mengelberg i Bruno Walter a Amsterdam mentre era resident a la "Maison Descartes" (1935-1936). Allà també va treballar la recerca musicològica amb Albert Smijers.
Apassionat de la música medieval, a la qual va dedicar bona part de la seva activitat musicològica, va fundar l'any 1934 la coral "Psalette Notre-Dame" amb l'objectiu de reviure-la. Així mateix, va fundar el grup de teatre "Théophiliens" a la Sorbona sota la direcció de Gustave Cohen. Finalment, col·laborà activament en la fundació del "Groupe de Théâtre antique" de la Sorbonne (en particular amb Jacques Veil i Roland Barthes). En aquesta universitat, realitza les seves dues tesis sobre música, en el marc del curs de literatura francesa medieval: L'escola musical de Saint-Martial de Limoges fins a finals del segle XI així com Cançons de Gautier du Coinci.
Va ser a partir d'aquest període quan va començar la seva intensa producció musicològica amb obres dedicades especialment a la música medieval, la teoria de la música i l'harmonia, l'evolució dels llenguatges musicals, la notació musical, així com també amb diversos compositors, entre ells Johann Sebastian Bach, Mozart, Schubert, Berlioz, Schumann, Wagner. Al mateix temps, no descuida les obres d'ensenyament i divulgació (història de la música, mètode de desxiframent pianístic, guia per a joves pianistes, etc.)
Jacques Chailley es trobava entre els membres d'un moviment de resistència reunit al voltant del Partit Comunista: el Front Nacional de Músics, creat el maig de 1941 després de la invasió de l'URSS per part dels exèrcits de Hitler. Es tractava d'una organització de resistència específica per als professionals de la música, creada per Elsa Barraine, Roger Désormière, Louis Durey (tots tres propers al Partit Comunista Francès), Roland-Manuel (ell mateix jueu, antic alumne de la Schola Cantorum de Vincent d'Indy) i Claude Delvincourt. Fou un els músics "ajuntats sota el Patronat de la radiodifusió nacional per crear un gran fresc" sobre Joana d'Arc creat l'any 1942 (vegeu Georges Dandelot per a més detalls).
El 1952, després de la defensa de la seva tesi doctoral i de la seva elecció com a professor a la Sorbona a la càtedra d'història de la música vacant per Paul-Marie Masson, Jacques Chailley va assumir la direcció de l'Institut de Musicologia de la Universitat de París que en 1969-1970 es va convertir en la UER (aleshores la UFR) de Música i Musicologia de la Universitat de París-Sorbona, UFR que va dirigir fins a la seva jubilació el 1979.
Com a professor, Jacques Chailley va ensenyar simultàniament pràctica coral al Conservatori de París, però sobretot musicologia a l'Institut de Musicologia i després a la UFR de Musicologia de París-Sorbona. Va dirigir les tesis doctorals de molts musicòlegs reconeguts (sobretot Barry Brook, Tran Van Khe, Simha Arom, Édith Weber, Amnon Shiloah, Mireille Helffer, Gilles Léothaud, Jacques Viret, Michel Huglo, Jean-Rémy Julien, Annie Labussière, Danièle). Pistone...). Entre 1951 i 1969, va pilotar el "Lycée Jean-de-La-Fontaine", on tants estudiants de secundària assistien a classes en horaris flexibles durant els seus estudis al Conservatori, classes preparatòries del CAEM (Certificat d'Aptitud per a l'Ensenyament Musical), nacional concurs per a professors de música.
El 1970 va crear a la Universitat de París-Sorbona el grau d'educació musical i cant coral (el que els mateixos estudiants anomenaven comunament però incorrectament el grau de "musicologia") i el curs complet que condueix al doctorat. Entre 1973 i 1975 va aconseguir la creació dels concursos CAPES i Agregació d'Educació Musical i Cant Coral, succeint al CAEM. Va facilitar així el reconeixement de la musicologia a la universitat com a disciplina autònoma i va permetre a molts músics trobar una situació professional més estable. També va ser inspector general de música al Ministeri d'Educació Nacional i director de la Schola Cantorum de París des de 1962 fins al voltant de 1982.
Del 1946 al 1961 també va dirigir la coral "L'Alauda". També va ser nomenat el 1969 segon president de la "Consociatio internationalis musicæ sacræ," creada el 1963 pel papa Pau VI. Jacques Chailley va ocupar aquest càrrec fins al 1974.
La seva erudició i eclecticisme, però també el seu caràcter fort i les seves opinions marcades, el van convertir en un dels protagonistes de la vida musical francesa de la postguerra. Sempre es va mantenir en la tradició francesa post-Debussy amb un llenguatge modal proper a Ravel, Roussel o Honegger fermament oposat a les avantguardes àtones i seriades (molt de moda en els anys de la postguerra). La seva obra inclou 129 números d'opus. Els arxius privats de Tobias Broeker conserven una gran part dels manuscrits de Jacques Chailley.

## Polèmic
Jacques Chailley va ser secretari general (1937), després director adjunt (1941) del Conservatori de París. El seu paper durant la guerra és controvertit. Jean Gribenski, que ensenyava a la Sorbona sota les seves ordres, esmenta en un capítol del llibre col·lectiu La vie musicale sous Vichy que Chailley, en col·laboració amb Henri Rabaud el 1940, va establir una llista d'estudiants jueus al conservatori de París:
| « | "El desallotjament dels estudiants jueus es produeix en dues etapes. La primera etapa va començar a principis d'octubre de 1940. […] la direcció del conservatori (Rabaud? Chailley, per iniciativa pròpia?) va fer una minuciosa enquesta als alumnes entre el 4 i el 10 d'octubre. Els seus resultats s'enregistren en un voluminós fitxer, gairebé íntegrament escrit a mà de Chailley, que inclou declaracions individuals dels estudiants i llistes de noms elaborades amb cura" | » |

Gribenski, especifica que la llista establerta per Rabaud i Chailley no va ser comunicada als alemanys, l'exclusió dels estudiants jueus es va produir dos anys més tard, sota coacció, mentre que el Conservatori estava dirigit per Claude Delvincourt. Que s'utilitzi una llista per excloure estudiants jueus del Conservatori va ser impugnat pels testimonis de l'època de la conferència on Gribenski va presentar per primera vegada els resultats de la seva recerca, l'any 1999. Aquesta polèmica ha tornat a aparèixer el 2011, després que la Sorbona hagués decidit donar nom a un amfiteatre (polèmica desencadenada per un article del setmanari Le Canard aîné). Michèle Alten ha publicat des d'aleshores un article basat en un estudi en profunditat dels arxius, que aporta una altra llum sobre els fets de 1940. Escriu:
| « | "Després de les declaracions dels serveis alemanys que expressaven sorpresa per la no aplicació de mesures antisemites als estudiants, [Rabaud] va enviar una nota interna als 60 professors presents el 4 d'octubre a l'establiment, demanant-los que omplissin una declaració per als seus alumnes, sobre els seus orígens racials. Aleshores no es realitza cap síntesi nominal. Només un quadern, signat per cada professor, certifica que s'han emplenat les declaracions." | » |

És a aquesta investigació a la qual sembla referir-se l'article de Jean Gribenski. L'enfocament d'Alten és fonamentalment qüestionat per Esteban Buch i Karine Le Bail.

## Honors
- Orde Nacional del Mèrit.[17]

## Composicions
Piano

- Suite en si majeur (1923)[9]
- Le Chant de l'Alauda (1932)[9]
- Suite Le Jardin nuptial (1947)
- Sonata breve (1965)
- Ballade romantique (1989)

Orgue

- Quatre pièces d'orgue pour la liturgie de la messe (1962)
- Triptyque (1984–87)
- L'Annonciation (1984–87)
- Prélude-Dédicace (1985)
- Paraphrases liturgiques (1984–87)
- Ma mere l'Oye - transcription des interludes de Maurice Ravel pour 4 mains ou 2 pianos (1991)

Música de cambra

- Minuetto scherzando pour violon et piano (1932)[9]
- Double cantabile pour violon, alto et orgue (ou piano) (1935)[9]
- Albenga pour violon et piano (1935)[9]
- Aria pour alto et piano (1936)[9]
- Deux sonneries en fanfare dans le style du XIIIe siècle, pour cuivres (1936)[9]
- Quatuor à cordes (1939)
- Sonata pour alto et piano (1939–41)
- Suite Enfantine pour quintet à cuivres (1976)
- Sur le nom d'Hélène, pour violon et piano (1978)
- Mini-Suite pour quatuor de flûtes à bec (1984)
- Sonata pour violon seul (1987)
- Suite à l'ancienne pour flûte et clavecin (1996)[9]

Orquestra

- Suite sur des airs Scouts, pour petit orchestre (1929)[9]* Symphonie No.1 (1942–47)
- Danses et Conduits - Suite du XIIIe siècle, pour orchestre (1947)9Or est grand deuil pour la mort de Roland (1959)
- Symphonie No.2 (1984)
- Cantabile pour cordes (1971)
- Mors est Rolanz (1975)
- Solmisation, pour cordes (1977)

Veu i piano

- Le pèlerin d'Assise (1932–42)
- A ma femme (1949–54)
- Poèmes sur la mort (1982)
- 7 Chansons légères (1983)
- Le Chien à la mandoline (1987)
- Le Menuisier du Roi (1945, M. Fombeure)
- Plainte de Rachel

Cor a capella

- L'Arbre de paradis (1933, L. Chancerel)
- La Tentation de saint Antoine (1936; Instr. ad libitum)
- Chant de la fidélité (1946)
- Kyrie des gueux (1946)
- Missa Solemnis (1947)
- Aux Morts pour la patrie (1953, V. Hugo)
- Messe brève de angelis (1955)
- Messe Orbis factor (1959)
- Demeure le secret (1962, M. Pol-Fouchet; Doublechoir)
- Fables de mon jardin (1961, G. Duhamel)

Veu i conjunt

- Exercices de style (1965, Raymond Queneau)
- Les Grandes Heures de Reims (1938)
- Jeanne devant Reims (1941)
- Le Cimetière marin (1980)

Oratori

- Casa Dei (1991, Y. Hucher)
- Eloge de la Sagesse (1992)

Òpera

- Pan et la Syrinx (1946)
- Le Jeu de Robin et Marion (1950)
- Thyl de Flandre (1949–54)

Ballet

- La Dame la licorne (1953)

Música d'escena

- Les Perses (1936)
- Antigone (1939),
- Agamemnon (1947)
- La Belle au bois (1951)

## Publicacions
Jacques Chailley va publicar nombroses obres significatives, tant sobre la música grega com la de l'Edat Mitjana, sobre les Passions, els corals d'orgue i lArt de la fuga de J. S. Bach, el Carnaval de Schumann, el Tristany de Wagner. Observem el seu interès per l'exegesi dels aspectes maçònics de La flauta màgica de Mozart, Winterreise («Viatge d'hivern») de Schubert i Parsifal de Wagner.
També és autor de diverses obres sobre l'harmonia i la seva història, la qüestió de la modalitat, així com una important història de la música en diversos volums i obres populars. També li devem estudis sobre músics de l'edat mitjana: Adam de la Halle, Guillaume de Machaut, per a qui va escriure la primera transcripció publicada de la missa de Notre Dame, i Gautier de Coincy.

## Discografia selectiva
- Marc-Antoine Charpentier: Missa per a diversos instruments en comptes d'orgues H 513, Ballet de la Merlaison de Lluís XIII rei de França, Grup d'instruments antics de París, Otto Steinkopf, serp, Ensemble instrumental i vocal, dir. Jacques Chailley. LP Pathé 1965.

## Escrits
L'obra musicològica de Jacques Chailley inclou 53 llibres i 429 articles diversos. Entre les seves obres principals:
- Petite histoire de la chanson populaire française. París, Presses Universitaires de France, 1942. 16°, 64 p.
- Théorie de la Musique, avec Henri Challan, préf. de Claude Delvincourt. París, Alphonse Leduc, 1947. 4°, 95 p.
- Histoire musicale du Moyen Âge. París: Presses Universitaires de France, 1950. 2e édition : 1969, 336 p.
- Les notations musicales nouvelles. París, Alphonse Leduc, 1950.
- La musique médiévale. París : Éditions du Coudrier, 1951
- Précis de musicologie, PUF, 1958, 1984.
- Traité historique d’analyse musicale. París, Alphonse Leduc, 1951, rééd. 1977 sous le titre Traité historique d'analyse harmonique.
- L'Imbroglio des modes. París, Alphonse Leduc, [1960]. 4°, 92 p. Réédité en 1977.
- 40000 ans de musique. París, Plon, [1961], 326 p. Réédition à Paris : L'Harmattan, 2000, 328 p.
- Les Passions de J.S. Bach. París, Presses universitaires de France, 1963. 4°, 455 p. 2e éd. : 1984.
- Cours d'histoire de la musique, préparation aux professorats d'enseignement musical et aux instituts de musicologie... París, Alphonse Leduc, 1967. 8°. Nombreuses rééditions.
- Le voyage d'hiver de Schubert, col. Au-delà des notes, 6, éd. Alphonse Leduc, París, 1975, 53 p. (OCLC 1913297)
- La musique grecque antique
- Éléments de philologie musicale. París, Alphonse Leduc, 1985. (ISBN 2-85689-027-X)
- Jacques Chailley (dir.), « Tasto solo », dans Marc Vignal, Dictionnaire de la musique, Pariís, Larousse, 2005 (1re éd. 1982), 1516 p. (OCLC 896013420, disponible en línia [arxiu]), p. 982.